# Masanobu Matsunami
Masanobu Matsunami (jap. 松波 正信 Matsunami Masanobu; ur. 21 listopada 1974) – japoński piłkarz występujący na pozycji napastnika.

## Kariera piłkarska
Od 1993 do 2005 roku występował w klubie Gamba Osaka.

## Kariera trenerska
Po zakończeniu piłkarskiej kariery pracował jako trener w Gamba Osaka i Gainare Tottori.